# 김신영 (1958년)
김신영(한국 한자: 金信榮, 1958년 7월 29일 ~ )은 대한민국의 전 축구 선수이며, 포지션은 미드필더였다.